# Nattaporn Phanrit
Nattaporn Phanrit (Thai: ณัฐพร พันธุ์ฤทธิ์, * 11. Januar 1982 in der Provinz Nakhon Sawan), auch als Oat (thailändisch โอ๊ต) bekannt, ist ein thailändischer Fußballtrainer und ehemaliger Fußballnationalspieler.

## Karriere

### Spieler

#### Verein
Nattaporn Phanrit erlernte das Fußballspielen in der Schulmannschaft des Assumption College Sriracha sowie in der Jugendmannschaft des Thailand Tobacco Monopoly FC. Hier unterschrieb er am 1. Januar 2001 auch seinen ersten Profivertrag. Mit dem Verein feierte er die Meisterschaft. Anfang 2005 wechselte er zu PEA FC nach Buriram. Mit PEA feierte er 2005 die Vizemeisterschaft. Im Januar 2007 unterschrieb er einen Vertrag beim Ligakonkurrenten Chonburi FC in Chonburi. Mit Chonburi wurde er am Ende der Saison thailändischer Meister. Im darauffolgenden Jahr wurde er mit den Sharks Vizemeister. Nach zwei Jahren verließ er Chonburi. In Pak Kret, einem nördlichen Vorort der Hauptstadt Bangkok, unterschrieb er einen Vertrag beim Erstligaaufsteiger Muangthong United. 2009 und 2010 wurde er mit Muangthong Meister des Landes. Mitte 2012 verließ er Muangthong und unterschrieb einen Vertrag beim ebenfalls in der ersten Liga spielenden BEC-Tero Sasana FC. Bei BEC stand er bis Mitte 2013 unter Vertrag. Zur Rückrunde wechselte er zum Erstligisten Bangkok United. Der Bangkoker Erstligist Air Force United nahm ihn die Rückrunde 2014 unter Vertrag. Am Ende musste er mit dem Hauptstadtverein in die Zweite Liga absteigen. Nach dem Abstieg verließ er Bangkok und wechselte nach Pattaya, wo er einen Vertrag beim Zweitligisten Pattaya United FC unterschrieb. Nach der Hinserie wechselte er wieder in die Erste Liga, wo er sich dem Navy FC aus Sattahip anschloss. 2018 stieg er mit der Navy in die Zweite Liga ab. Im Januar 2019 beendete er seine Karriere als Fußballspieler.

#### Nationalmannschaft
Seine Karriere in der Nationalmannschaft begann in der U-23, mit welcher er 2003 die Goldmedaille bei den Südostasienspielen gewann. Ein Jahr später stand er im Kader zur Fußball-Asienmeisterschaft, wobei er vermutlich nicht zum Einsatz kam. Sein erstes Länderspiel machte er wahrscheinlich 2006. 2007 gehörte er ebenfalls zum Kader der Endrunde bei den Fußball-Asienmeisterschaften und gewann mit der Elf den King’s Cup 2007. Bei den ASEAN-Fußballmeisterschaften war ebenfalls in der Mannschaft und erreichte mit ihr das Finale, welches gegen Vietnam aber verloren ging.

### Trainer
Nach seinem Karriereende als Fußballspieler arbeitete er von 2019 bis 2020 als Jugendtrainer bei seinem ehemaligen Verein Muangthong United. 2020 übernahm er als Cheftrainer den Drittligisten Ayutthaya FC.

## Erfolge

### Verein
Tobacco Monopoly
- Thailand Premier League: 2004/05

PEA FC
- Thailand Premier League: 2004/05 (Vizemeister)

Chonburi FC
- Thai Premier League: 2007

Muangthong United
- Thailändischer Meister: 2009, 2010
- Kor-Royal-Cup-Sieger: 2010
- Thailändischer Pokalfinalist: 2010

### Nationalmannschaft
Thailand
- 2004, 2007 – Teilnahme an der Endrunde zur Fußball-Asienmeisterschaft 2004 und 2007
- 2008 – ASEAN-Fußballmeisterschaft – Finalist
- 2007 – King’s Cup – Sieger

Thailand U–23
- 2003 – Südostasienspiele (U-23) – Sieger

Thailand U–17
- 1999 – Teilnahme an der U-17-Fußball-Weltmeisterschaft 1999

## Auszeichnungen
Thai Premier League
- Verteidiger des Jahres: 2008
- Verteidiger des Jahres: 2010

## Sonstiges
Nach seiner Karriere als Fußballspieler arbeitete Nattaporn Phanrit als Fußballanalyst beim thailändischen TV-Sender True Visions.